# Arabia Saudita en los Juegos Olímpicos de la Juventud 2018
Arabia Saudita compitió en los Juegos Olímpicos de la Juventud 2018 en Buenos Aires, Argentina, celebrados entre el 6 y el 18 de octubre de 2018. Su delegación estuvo conformada por nueve atletas en seis disciplinas y obtuvo una medalla dorada y dos de bronce.

## Atletas
| Deporte                | Hombres | Mujeres | Total |
| ---------------------- | ------- | ------- | ----- |
| Atletismo              | 3       | 1       | 4     |
| Esgrima                | 1       | 0       | 1     |
| Karate                 | 1       | 0       | 1     |
| Natación               | 1       | 0       | 1     |
| Taekwondo              | 1       | 0       | 1     |
| Levantamiento de pesas | 1       | 0       | 1     |
| Total                  | 8       | 1       | 9     |

## Medallero
| Medalla       | Oro | Plata | Bronce | Total |
| ------------- | --- | ----- | ------ | ----- |
| Total oficial | 1   | 0     | 2      | 3     |

## Disciplinas

### Esgrima
Arabia Saudita recibió un cupo para competir por el comité tripartito en esta disciplina.
- Masculino - 1 plaza

### Karate
Arabia Saudita calificó a un atleta según su rendimiento en uno de los Torneos de Clasificación de Karate.
- 61 kg masculino - Mohammad Al-Assiri

### Levantamiento de pesas
Arabia Saudita calificó a un atleta por su desempeño en el Campeonato Juvenil Asiático de 2018.
- Masculino - 1 plaza